# Stemmen (Landkreis Rotenburg)
Stemmen er en kommune med godt 850 indbyggere (2013) i Samtgemeinde Fintel i den sydøstlige del af Landkreis Rotenburg (Wümme), i den nordlige del af den tyske delstat Niedersachsen.

## Geografi
Stemmen ligger i et moselandskab men er ellers præget af landbrugsland. Mod nordøst ligger de fredede naturschutzgebiete Ekelmoor og Schneckenstiege, og mellem dem løber floden Wümme, fra den mod øst liggende Landkreis Harburg, mod sydvest. Med et areal på 2.465 ha er kommunen den næststørste i Samtgemeinde Fintel.

### Nabokommuner
- I landkreis Rotenburg
  - Helvesiek, Lauenbrück, Vahlde
  - Sittensen og Tiste
- I landkreis Harburg
  - Heidenau, Königsmoor og Wistedt.